# Daniel Sharman
Daniel Andrew Sharman (Londres, 25 d'abril de 1986) és un actor anglès. És conegut pels seus papers com Isaac Lahey a les sèries de televisió Teen Wolf (2012-2014), Kaleb Westphall / Kol Mikaelson a The Originals (2014-2015), Troy Otto a Fear the Walking Dead (2017; 2023), Lorenzo de 'Medici a Mèdici: el magnífic (2018) i El monjo plorant a Cursed (2020). També va protagonitzar la pel·lícula Immortals (2011).

## Primera vida i educació
Sharman va néixer i va créixer a Hackney, Londres. Va començar a actuar de petit als nou anys quan va fer una audició per a la Royal Shakespeare Company i va ser seleccionat d'entre altres centenars de nens. "Jo només l'adorava", va dir sobre la seva aventura en les arts dramàtiques. "Entre Macbeth i Enric VI amb tota l'armadura, la sang i tot, va ser fantàstic quan era un nen. Va ser el millor de la història." Sharman va romandre amb la Royal Shakespeare Company durant dues obres: The Park in 1995 (9 anys) i Macbeth el 1996 (10 anys).
Sharman va assistir a la Mill Hill School i també a la Arts Educational School, ambdues a Londres. Durant els seus anys d'escola, va actuar en l'obra "Kvetch" que va arribar al festival Edinburgh Fringe. També va actuar en l'obra de gira The Winslow Boy el 2002 als 16 anys.
Durant tres anys, del 2004 al 2007, Sharman va estudiar a l'Acadèmia de Música i Art Dramàtic de Londres, obtenint una llicenciatura en arts en interpretació i graduant-se amb honors. Després d'això, va actuar en moltes produccions teatrals a Londres i Europa.

## Altres treballs i interessos
Sharman va llegir la versió de l’audiollibre de la novel·la per a adults de Cassandra Clare, Clockwork Princess, la tercera i última entrega de la seva trilogia The Infernal Devices. El 2015 es va unir al Festival de Teatre Williamstown per l'obra Off the Main Road amb Kyra Sedgwick, entre d'altres.

## Carrera
El primer paper del llargmetratge de Sharman va ser a la pel·lícula independent The Last Days of Edgar Harding, en la qual va interpretar a un músic. El 2010 va ser escollit com a Ares, el déu grec de la guerra, a la pel·lícula de fantasia Immortals amb Mickey Rourke, Kellan Lutz i Henry Cavill, entre d'altres; la pel·lícula es va estrenar el 2011. "Em va semblar molt difícil actuar en pel·lícules", admet les seves primeres actuacions en pantalla. "Em va semblar estrany i poc natural. Després em vaig obsessionar a intentar fer-ho bé. Sóc molt competitiu". Sharman també va aparèixer a la pel·lícula de terror The Collection, estrenada el novembre del 2012.
Els crèdits televisius de Sharman inclouen papers al jutge John Deed, a l’inspector Lewis i a les pel·lícules de televisió Begin Over i When Calls the Heart. A partir del 2012, Sharman va tenir un paper recurrent important com a home llop Isaac Lahey a la sèrie de drama sobrenatural Teen Wolf de MTV. Al març de 2014, després de la final de la temporada 3, es va anunciar que Sharman deixaria la sèrie ja que volia explorar altres oportunitats.

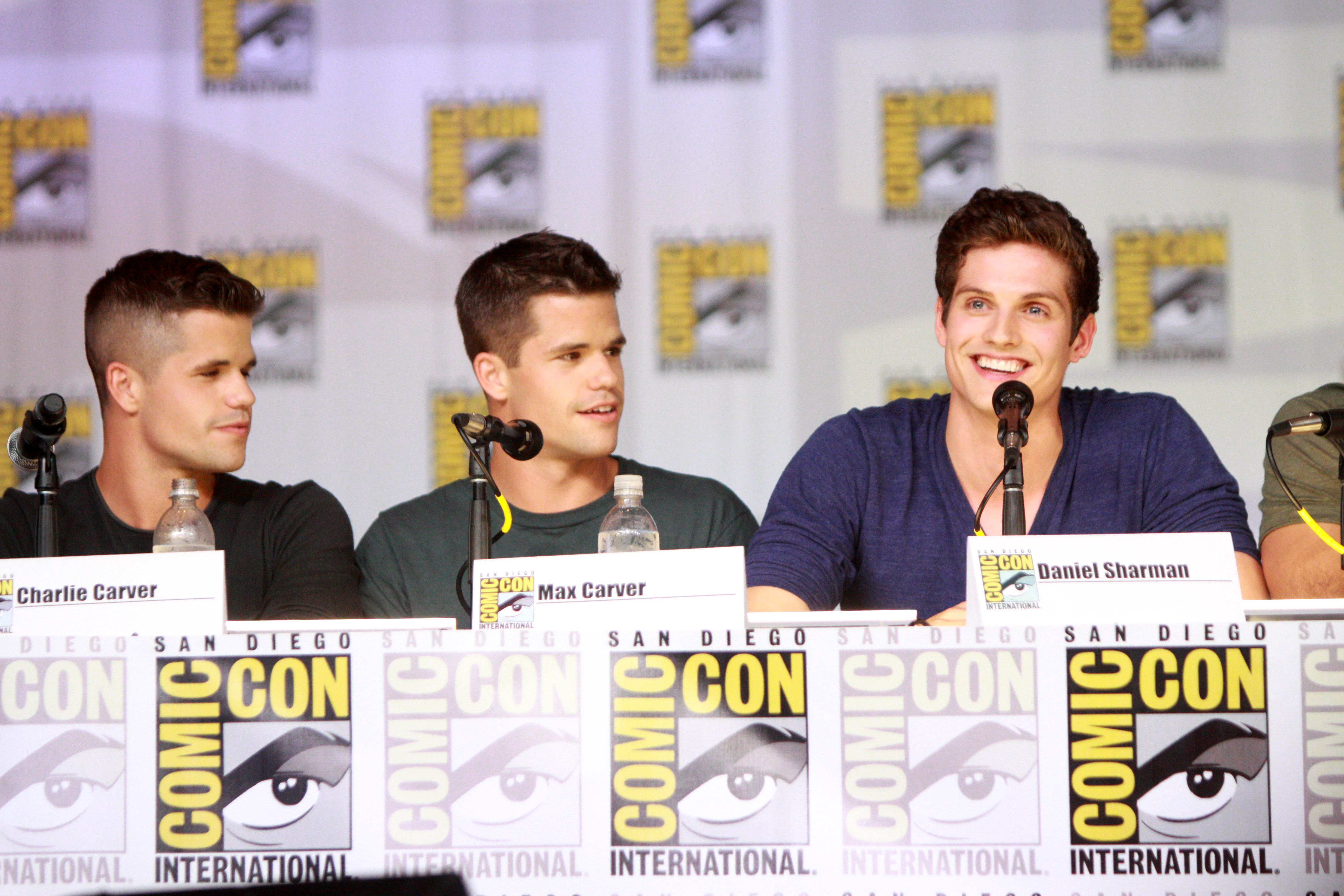
Charlie Carver, Max Carver i Daniel Sharman el 2013.

Es va unir a The Originals com a personatge recurrent Kaleb Westphall el maig de 2014. Al març de 2015, es va confirmar que Sharman havia aconseguit el paper principal del pilot de drama mèdic CBS LFE, al costat de l'actriu Melissa Leo. El 2017, es va unir al repartiment de Fear the Walking Dead d'AMC com a sèrie habitual en el paper de Troy Otto. La tercera temporada de la sèrie es va estrenar el 5 de juny del mateix any.
El 10 d'agost de 2017, es va informar que Sharman havia estat escollit en el paper principal de Medici: The Magnificent. Retrata Llorenç el Magnífic per a les dues temporades previstes de la sèrie. Les dues temporades de Medici: The Magnificent serveixen com a segona i tercera temporada de la franquícia Medici i se situen 20 anys després dels esdeveniments de la primera temporada poc connectada, anomenada Medici: Masters of Florence.
Al març de 2019, Sharman es va unir a Cursed, una sèrie de televisió de Netflix basada en una reimatge de la llegenda artúrica.

## Filmografia

### Cinema
| Any  | Títol                          | Paper        | Notes            |
| ---- | ------------------------------ | ------------ | ---------------- |
| 2011 | The Last Days of Edgar Harding | Harry        |                  |
| 2011 | Immortals                      | Ares         |                  |
| 2012 | The Collection                 | Basil        |                  |
| 2015 | Drone                          | Matt Collier | pel·lícula curta |
| 2016 | Albion: The Enchanted Stallion | Lir          |                  |

### Televisió
| Any        | Títol                         | Paper                           | Notes                   |
| ---------- | ----------------------------- | ------------------------------- | ----------------------- |
| 2003       | Judge John Deed               | Andy Dobbs                      | episodi: 3x02           |
| 2007       | Robin Pilcher                 | Alexander Dewhurst              | Pel·lícula de televisió |
| 2009       | Lewis                         | Richard Scott                   | episodi: 3x02           |
| 2011       | The Nine Lives of Chloe King' | Zane                            | 2 episodis              |
| 2012–2014  | Teen Wolf                     | Isaac Lahey                     | 31 episodis             |
| 2013       | When Calls the Heart          | Edward Montclair                | Pel·lícula de televisió |
| 2014–2015  | The Originals                 | Kaleb Westphall / Kol Mikaelson | reccurent (temporada 2) |
| 2017       | Mercy Street                  | Lord Edward                     | 2 episodis              |
| 2017; 2023 | Fear the Walking Dead         | Troy Otto                       | 15 episodis             |
| 2017–2019  | Medici: The Magnificent       | Llorenç el Magnífic             | 16 episodis             |
| 2020       | Cursed                        | The Weeping Monk / Lancelot     | 10 episodis             |
| 2023       | A Town Called Malice          | Kelly Lord                      | 8 episodis              |

## Premis i nominacions
| Anys | Premi          | Categoria                   | Treball | Resultat |
| ---- | -------------- | --------------------------- | ------- | -------- |
| 2015 | FilmQuest, EUA | Millor actor - curtmetratge | Drone   | Nominat  |